# 移动电信
移动电信（俄语：Мобильные ТелеСистемы，缩写：MTC、MTS）是俄罗斯的一家大型电信公司，在俄罗斯、亚美尼亚、白俄罗斯运营，有超过8000万用户。它由莫斯科市电话网络公司、T-Mobile和西门子合资创办，是莫斯科的第一家公共移动电话服务供应商。